# 毛少先
毛少先（1908年10月—1983年2月15日），原名毛少轩。江西省安福县毛田村人。中国人民解放军开国少将。 

## 生平
放牛娃出身，目不识丁。1929年参加赤卫队，随后编入中国工农红军。1930年入团，1931年转党，入湘赣军区河西教导队学习。结业后，任湘赣边苏维埃政府警卫队队长。1932年任红二十军排长、连长。因弄坏了步枪撞针被怀疑为AB团，遭到刑讯。结束审查后，毛少先回忆：“不但不能当干部，枪也不能扛，刀也不能拿，就叫我去伙房劈柴、挑水、背锅、扛粮。”1933年担任了湘赣省委书记任弼时的担架员。1936年10月红二方面军长征结束到达陕北，毛少先被任命为红二方面军第十七师直属营营长。
抗战时，任八路军第120师三五九旅719团连长、独立营营长，1937年底创建忻崞代游击支队。1938年春改称八路军一二〇师独立游击第二支队（毛支队）任支队长。1938年10月，崞县的“毛支队”与阳曲县的“曾支队”（曾来古指挥的独立游击第三支队）合编为120师独立第一团任团长，团政委赖辉/罗武，副团长曾来古。1941年初任八路军120师暨晋西北新军总指挥部独立2旅兼第2军分区第9团团长，团政委王定一。1942年12月调离晋绥，1943年入延安中央党校学习。1944年11月任八路军南下支队司令部科长、带领一个加强营（独立营）护送广东干部大队南下。任湖南人民抗日救国军团长。
第二次国共内战时期，任吕梁军区第16团团长，晋绥第二纵队独立三旅团长。第一野战军第三军第八师团长、1949年夏任第三军后勤部军械处处长，1949年9月底任甘肃军区酒泉军分区司令员。
1951年初任新疆军区司令部军械处处长、管理处处长。1954年入西北军区干部文化学校学习。结业后，1955年5月任新疆军区后勤部副部长，1958年5月任南疆军区第二副司令员直至1978年。1978年11月到西安离职休养。两年后，搬家回到乌鲁木齐。
1955年被授予大校军衔，1964年晋升为少将军衔。荣获二级八一勋章、二级独立自由、二级解放勋章。